# 東佐賀自動車学校
東佐賀自動車学校（ひがしさがじどうしゃがっこう）は、かつて東部興産株式会社が運営していた佐賀県三養基郡上峰町にある佐賀県公安委員会特定届出自動車教習所である。
名称は自動車学校であるが、指定自動車教習所ではなく自動車教習所であるため、実技試験、学科試験共に佐賀県警察本部運転免許試験場にて警察官による試験を受ける。
イオン上峰店を含む上峰町の再開発事業に伴い、上峰町が東佐賀自動車学校の土地を取得。2019年度を最後に新規教習生の受け入れを停止し、閉校した。跡地は解体工事の後、体育館や道の駅として利用される予定である。
なお、事業破産等による閉校ではないため、親会社である東部興産株式会社は引き続き存続している。

## 沿革
- 1983年（昭和58年） - 開校[1]。

## 免許
- 普通自動車免許 AT
- 普通自動車免許 MT

過去には二輪の教習も行っていた。

## 周辺
- 目達原郵便局[2]
- 上峰町立北部保育所

## アクセス
- JR九州長崎本線吉野ケ里公園駅から徒歩28分。